# Дейлі Томпсон
Де́йлі То́мпсон (англ. Daley Thompson; 30 липня 1958) — британський легкоатлет, дворазовий олімпійський чемпіон.

## Виступи на Олімпіадах
| Олімпіада         | Дисципліна              | Місце |
| ----------------- | ----------------------- | ----- |
| Монреаль 1976     | десятиборство           | 18    |
| Москва 1980       | десятиборство           | 1     |
| Лос-Анджелес 1984 | естафета 4 x 100 метрів | 7     |
| Лос-Анджелес 1984 | десятиборство           | 1     |
| Сеул 1988         | десятиборство           | 4     |